# ガンファイターの最後
『ガンファイターの最後』（原題：Death of a Gunfighter）は、リチャード・ウィドマークとレナ・ホーン主演の1969年に公開されたアメリカ合衆国の西部劇映画。昔気質の頑固な保安官と近代化する市民の対立が描かれている。
ウィドマークが保安官を好演しているが、作品の出来不出来よりも、アラン・スミシー（後述）という仮名監督を生み出した作品として有名になっている。

## ストーリー
世紀の変わり目に、鉄道も引かれ、近代化していくテキサス州の街コットンウッド・スプリングス。銃の腕は立つが昔気質の保安官フランク・パッチ（リチャード・ウィドマーク）は、街の人々から疎ましく思われ始めていた。
ある日フランクは、酔った勢いで馬小屋から彼を闇討ちしてきたルーク・ミルズを、正当防衛で撃ってしまう。ところが、ルークの妻のローリー（ジャクリーン・スコット）はかつてフランクの恋人だったため、逆恨みで射殺したのだと、あらぬ噂を立てられてしまう。
企業を誘致して街の近代化を目論む街の市議たちは、これ幸いと前時代的なフランクに保安官から辞めるように通告するが、フランクは了解しない。彼は20年前に銀行が襲われて人質まで取られたときに事件を解決し、口約束だが「好きなだけ保安官をしてくれ」と頼まれていたのである。怒ったフランクは、約束を反古にしようとする市議の1人、アンドリュー・オクスリー（ケント・スミス)を殴り倒し、皆を威嚇してその場を立ち去っていく。
一方、大勢の人前でフランクに顔を殴られながらも抵抗できなかったアンドリューは、息子のウィルから「恥だ」となじられてしまう。傷心のアンドリューは、ライフルを持ち、街中でフランクを狙撃しようとするが、正面から彼を撃つだけの勇気もなく、追い詰められて自殺してしまう。
ますますフランクを見る周囲の目は冷たいものとなっていき、彼に負い目のある市議たちは、ルーク殺人の告訴という形をとって郡保安官のルー・トリニダッド（ジョン・サクソン）を呼び寄せる。メキシコ人であるルーは、かつて差別もせずに自分を引き立てくれたフランクに恩義があり、むしろ身勝手な市議たちから彼を守ろうとしてフランクに退職を勧め、街を離れるように説得する。しかし頑固なフランクはルーの言葉に耳を貸さず、あまつさえ彼に暴力まで振るってしまう。自分の短気もあって四面楚歌になったフランクは、意を決して恋人のクレア・クィンタナ（レナ・ホーン）に結婚を申し込み、式をあげる。
だが、父の敵を討とうと決心していたウィルが、フランクに睨みを効かされて不満を持っていた酒場の店主レスター（キャロル・オコナー）とその仲間3人に煽られ、とうとうライフルを手にする。ウィルは、クレアの部屋で待ち伏せして倒そうとするが、逆にフランクに撃たれてしまう。父とフランクの間には何かあると疑っていた瀕死のウィルに明かされたのは、臆病にみえた父と自分にまつわる過去。そして一人泥を被ってきたフランクの生き様であった。
ウィルをたきつけたレスターたちは、自らフランクを殺そうと攻撃をしかけてくる。フランクは傷を負いながらもレスターたちを倒し、牢に放り込んだ。
手足に銃弾を受けていたフランクだったが、自らの行為にけじめはつけねばならぬと、引き止めるクレアを振り切って　ルークの葬儀中の教会に赴き、祈りを捧げる。だが教会を出たところで、建物の屋上から自分に向けられた大勢の住民の銃口に気付く。不条理な運命を受け容れるかのごとく、フランクは道の真ん中を歩き続け、ついには何発もの銃弾を浴びて最期を迎える。
クレアは喪服に身を包み、列車に積み込まれたフランクの棺と共に街を去っていった。

## キャスト
※括弧内は日本語吹き替え（テレビ版：1974年11月22日放映 フジテレビ 『ゴールデン洋画劇場』）
- フランク・パッチ保安官 - リチャード・ウィドマーク（大塚周夫）
- クレア・クィンタナ - レナ・ホーン（瀬能礼子）
- レスター・ロック - キャロル・オコナー（滝口順平）
- ルー・トリニダッド - ジョン・サクソン ： 郡保安官
- エドワード・ローゼンブル－ム - デヴィッド・オパートシュー（英語版）
- アンドリュー・オクスリー - ケント・スミス（英語版）
- ローリー・ミルズ - ジャクリーン・スコット（英語版）
- アイヴァン・スタネック - モーガン・ウッドワード
- チェスター・セイヤー - ラリー・ゲイツ（英語版）
- アダムズ医師 - ダブ・テイラー（英語版）
- ダン -  マイケル・マクグリービー（英語版）
- ルーク・ミルズ - ジミー・ライドン（英語版）
- ヒルダ - ダーリーン・カー（英語版）
- ウィル・オクスリー - マーサー・ハリス

## スタッフ
- 監督：アラン・スミシー（リチャード・トッテン、ドン・シーゲル）
- 脚本：ジョセフ・カルヴェリ
- 撮影：アンドリュー・ジャクソン
- 編集：ロバート・F・シュグリュー
- 音楽：オリヴァー・ネルソン

## アラン・スミシー
本作の撮影中に主演のリチャード・ウィドマークと監督のロバート・トッテンの意見が対立したため、監督がドン・シーゲルに代わった。しかし、どちらも名前がクレジットされることを拒否したため、架空の名前である「アラン・スミシー」が監督としてクレジットされた。以降、その偽名は2000年に使用停止されるまで、アメリカ映画でトラブルがあった場合にクレジットされる偽名として使われ続けた。